# Plymouth (Iowa)
Plymouth – miasto w Stanach Zjednoczonych, w stanie Iowa, w hrabstwie Cerro Gordo. W 2000 roku liczyło 429 mieszkańców.